# Pradip Bode
Pradip Bode Kumar (* um 1935) ist ein ehemaliger indischer Radrennfahrer.

## Sportliche Laufbahn
Bode nahm an den Olympischen Sommerspielen 1952 in Helsinki teil. Bei den Spielen schied er im olympischen Straßenrennen beim Sieg von André Noyelle aus. Die indische Mannschaft mit Pradip Bode, Netai Bysack, Raj Kumar Mehra und Suprovat Chakravarty kam nicht in die Mannschaftswertung.